# Oberer Nassenwieser Teich

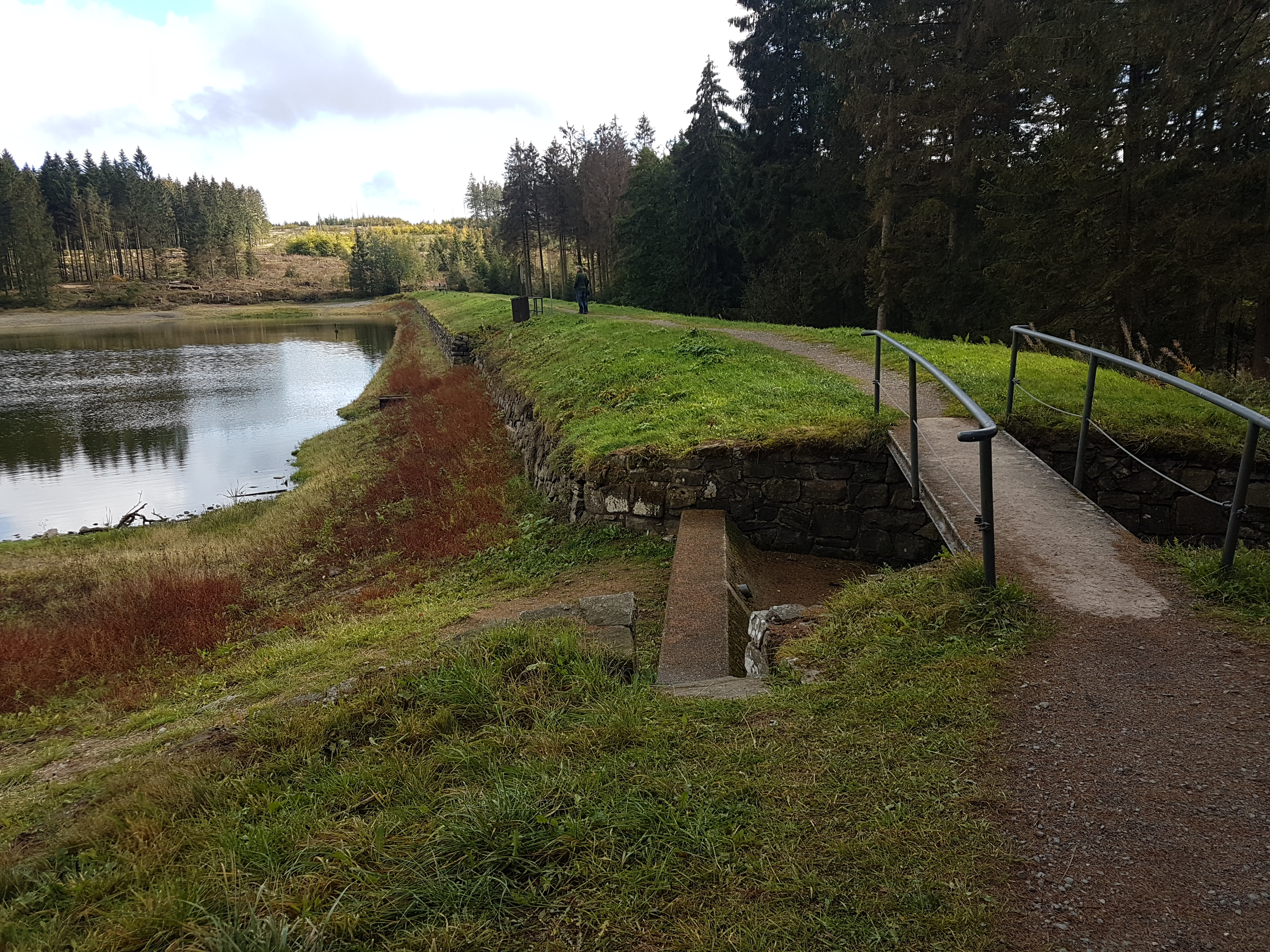
Oberer Nassenwieser Teich, Damm und Hochwasserentlastung

Der Obere Nassenwieser Teich ist eine historische Talsperre bei Clausthal-Zellerfeld. Er wurde im Zusammenhang mit dem Oberharzer Wasserregal von Oberharzer Bergleuten im 17. Jahrhundert angelegt. Wie alle Oberharzer Teiche ist auch der Obere Nassenwieser Teich seit dem Jahr 2010 Bestandteil des UNESCO-Weltkulturerbes Bergwerk Rammelsberg, Altstadt von Goslar und Oberharzer Wasserwirtschaft.

## Lage
Der Teich liegt etwa 2,5 Kilometer südöstlich der Doppelstadt Clausthal-Zellerfeld und etwa zwei Kilometer nordöstlich des Ortsteiles Buntenbock. Unterhalb befinden sich der aufgegebene Untere Nassenwieser Teich, darunter der Bärenbrucher Teich, der Ziegenberger Teich, der Sumpfteich, gefolgt vom Prinzenteich. Nach weiteren 15 Kilometer Fließweg gelangt das Wasser in die Innerstetalsperre. Oberhalb des Oberen Nassenwieser Teiches befindet sich in nordöstlicher Richtung der Entensumpf. Der Untere Nassenwieser Teich besteht seit den 1970er Jahren nur noch aus Dammfragmenten.

## Beschreibung
Der Staudamm wurde als Erdbauwerk, das heißt mit einer Erd- und Felsschüttung, erstellt. Dieses Dammschüttmaterial wurde örtlich gewonnen und ist von überwiegend steiniger Substanz. Die Dichtung besteht aus Rasensoden und verläuft entlang der wasserseitigen Böschung. Es handelt sich um einen Teich der „Alten Bauart“.
Der Teich hat zwei Entnahmevorrichtungen. Der Obere Fall befindet sich am rechten (westlichen) Hang. Er wird heute von einem auf dem Damm stehenden Holzkasten aus hydraulisch betätigt; sein Wasser fließt in den Nassenwieser Graben und dann weiter durch die Wasserläufe Prinz-Walliser und Johann-Friedricher Wasserlauf in den Dorotheer Kehrradsgraben, wo es das Kehrrad der Grube Dorothea beaufschlagen konnte. 
Erst wenn der Wasserspiegel etwa bis auf das Niveau des Oberen Falls gefallen ist, tauchte ein sonst unter Wasser befindlicher Holzsteg auf, über den mittels Hebelbaum der Untere Fall, das heißt der Striegel des Grundablasses betätigt werden konnte. Dieses Wasser floss dann in den Bärenbrucher Teich und konnte der Grube Rosenhof zugeführt werden. Der Untere Fall wurde allerdings in den 1980er Jahren durch ein Druckrohr ersetzt und wird heute durch einen Unterflurschieber betätigt.   
Die Hochwasserentlastungsanlage befindet sich am rechten (westlichen) Dammende. Sie besteht aus einer Schwelle aus Stahlbeton, seitlich aus Bruchsteinmauerwerk und stammt vermutlich aus den 1950er oder 1960er Jahren.
Bemerkenswert ist noch der Verlauf des Unteren Kehrzuggrabens. Er sammelt auf einer Länge von 3,4 Kilometern aus dem Einzugsgebiet südöstlich des Teiches Wasser und führt es auf halber Dammhöhe über eine Berme auf der luftseitigen Dammböschung auf das Niveau des Oberen Falls (der oberen Entnahme) des Teiches zu, wo es gemeinsam mit dem Wasser aus dem Teich über den Nassenwieser Graben weiter in Richtung Grube Dorothea fließt. Eine derartige Konstruktion wurde sicherlich eher ungern gewählt, da Gefahr besteht, dass Wasser aus dem Graben in den Damm versickert und hier Erosionen auslösen kann.

## Bauwerkshistorie
Das Bauwerk wurde im Jahr 1671 errichtet. Es diente vorrangig der Versorgung der Grube Dorothea, nach deren Stilllegung bis 1981 dem Kraftwerk im Kaiser-Wilhelm-Schacht.
1984 wurde der Grundablass erneuert. Hierzu wurde das historische Holzgerenne verpresst und mittels Rohrvortrieb ein Kunststoffrohr DN 200 mit luftseitigen Schieber als neuer Grundablass eingebaut. Das Holzgerenne des Oberen Falls ist aber noch erhalten und in Betrieb. 
Wegen stärkerer Sickerwassermengen wurde 2004 die vorhandene Dichtung auf 110 m Länge freigelegt und oberhalb des Niveaus 582,57 m+NN mit einer davor eingebauten Tondichtung deutlich verstärkt. Insgesamt wurden hierzu 600 m³ Ziegelton eingebaut. Die Dammkrone wurde dabei auf das Niveau  von 585,71 m+NN erhöht. Die Sickerwassermengen gingen daraufhin deutlich zurück.

## Einzugsgebiet, Wasserwirtschaft
Der Obere Nassenwieser Teich befindet sich nur wenige hundert Meter unterhalb der Innerstequelle. Das 0,64 km² große Einzugsgebiet besteht fast ausschließlich aus Waldflächen. In der Peripherie grenzt es im Norden an die Bundesstraße B 242. Bis 1981 konnte noch der 0,23 Kilometer lange Mittlere Kehrzuggraben sowie der vor 1850 angelegte 1,1 Kilometer lange Luttengraben zusätzliches Wasser aus einem südöstlich gelegenen Einzugsgebiet dem Teich zuführen. Sie mündeten am östlichen Dammende in den Teich. 
In den 1950er und 1960er Jahren befand sich am Westufer des benachbarten Hirschler Teiches ein Pumpwerk, mit dem bis zu 375 l/s Wasser aus dem Hirschler Teich über den Benedikter Wasserlauf (entgegen seiner ursprünglichen Fließrichtung) in Richtung Oberer Nassenwieser Teich gepumpt werden konnte. Es wird nur sehr selten in Betrieb gewesen sein, zumal der Obere Nassenwieser Teich sich ähnlich schnell füllt wie der Hirschler Teich. Heute sieht man am östlichen Mundloch des Benedikter Wasserlaufes noch Spuren dieser Anlage.
Der Teich wird seit den 1980er Jahren als Überlaufteich betrieben; der Grundablass wird nur zu Kontrollzwecken und bei bestimmten Maßnahmen betätigt. Ansonsten verlässt das zufließende Wasser den Teich über den Überlauf. In den trockenen Jahreszeiten kann es vorkommen, dass der Zulauf geringer ist, als die Verluste durch Verdunstung und Dammundichtigkeiten. Dann kann der Teich um einige Dezimeter absinken. Wegen seltener Strandlingsbestände und Kleinseggenriede wird er aber auch alle drei bis vier Jahre aus ökologischen Gründen um einige Meter abgesenkt. Luttengraben, Mittlerer Kehrzuggraben und auch Nassenwieser Graben sind seit etwa 1981 außer Betrieb genommen worden, aber als Bodendenkmal noch erhalten.

## Sonstiges
Der Teich ist in den Sommermonaten auch ein beliebter Badeteich. 
Fischereitechnisch ist das Gewässer an den Club Braunschweiger Fischer verpachtet. Gastkarten können an mehreren Stellen erworben werden.

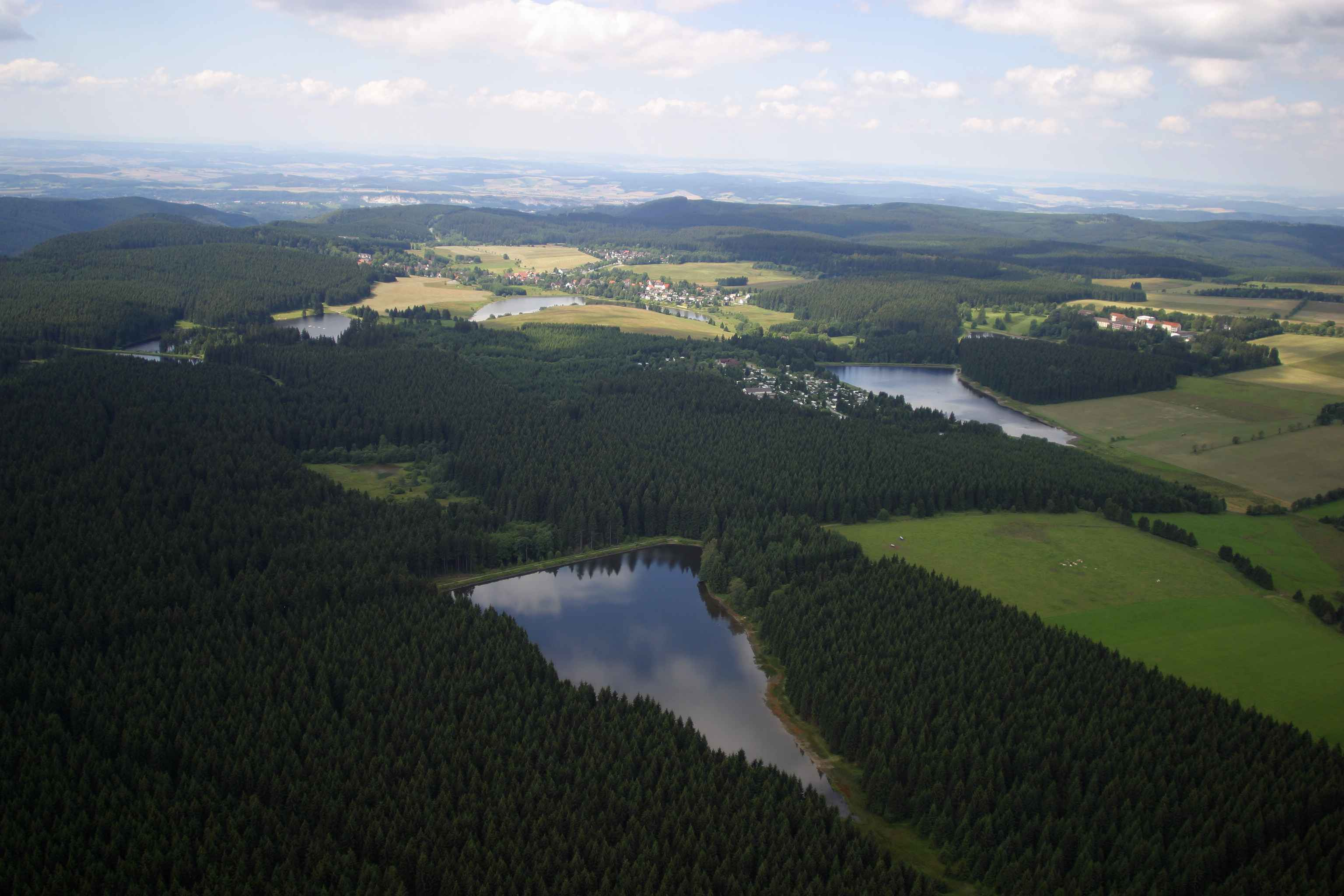
Oberer Nassenwieser Teich (vorn), Luftbild
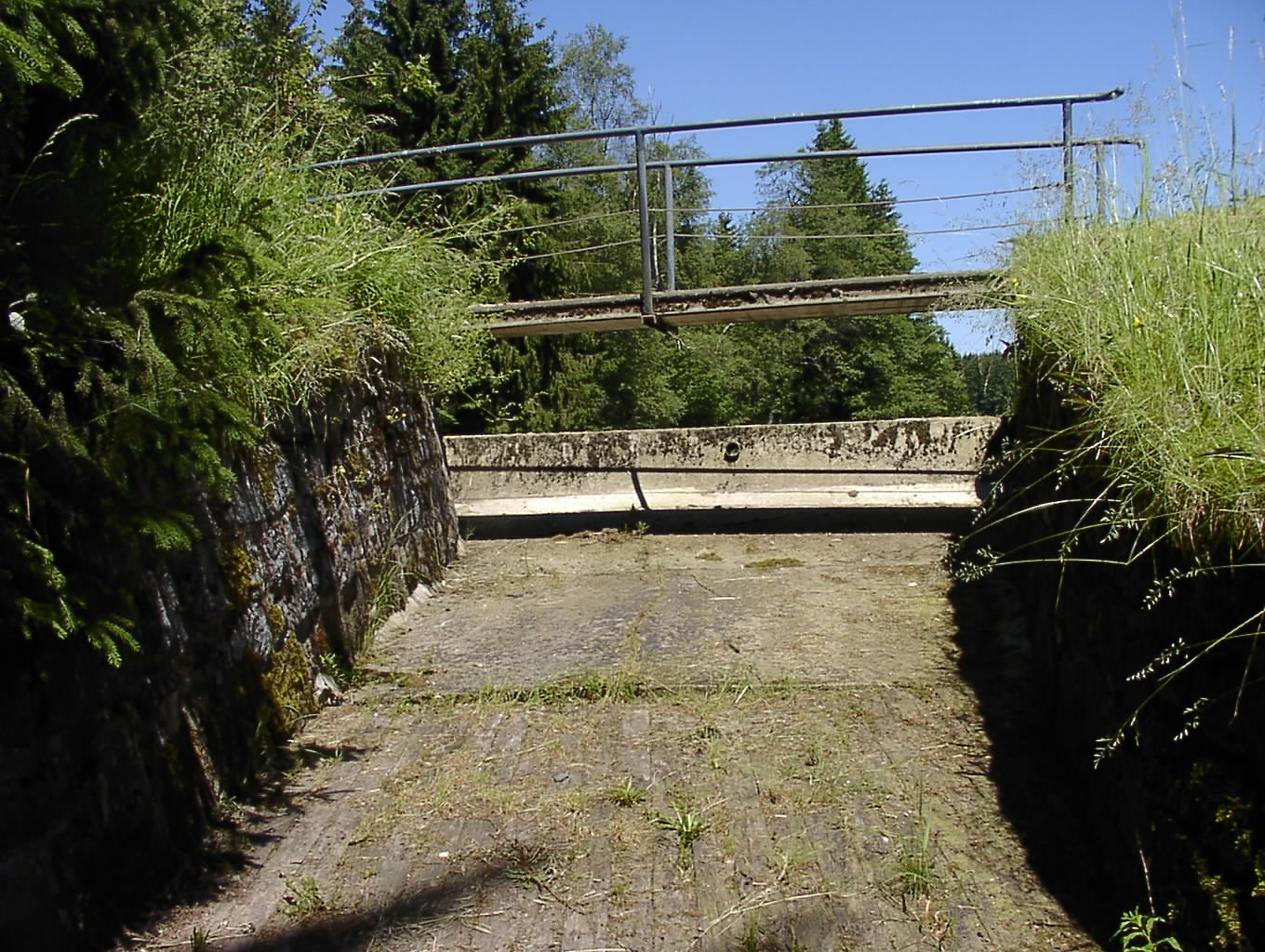
Oberer Nassenwieser Teich, Hochwasserentlastungsanlage (Luftseite)
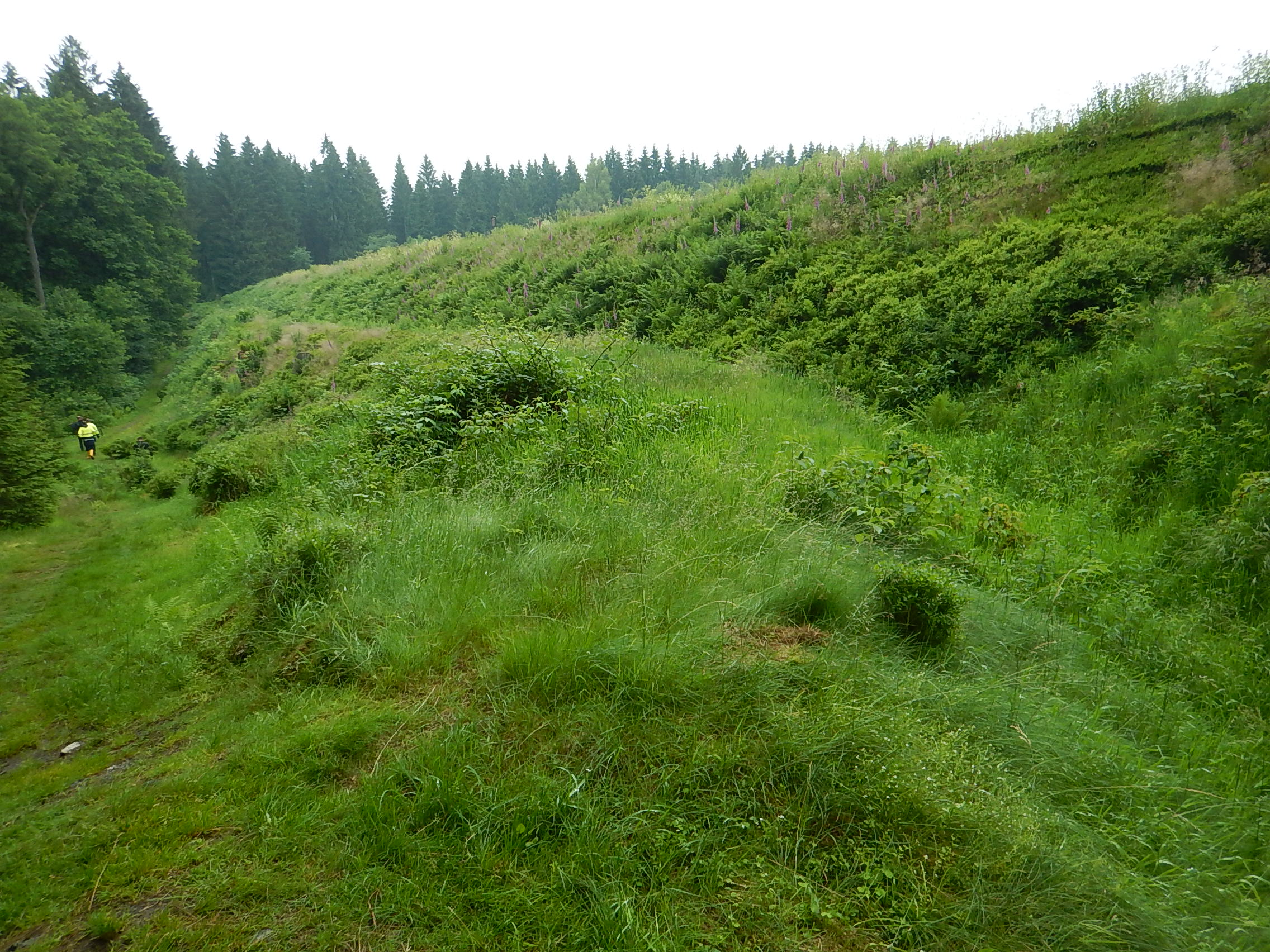
Der Untere Kehrzuggraben verläuft auf der Dammluftseite des Oberen Nassenwieser Teiches